# Louis-Claude Lacave
Louis-Claude Lacave est un acteur français né à Versailles le 1er février 1759 et mort à Orléans le 15 mai 1825.

## Biographie
Louis-Claude Lacave naît le 1er février 1759 à Versailles et est baptisé le lendemain. Il est le fils de René-François Lacave, commis des postes, et de son épouse, Marie-Gabrielle Petit.
Il commence sa carrière de comédien en jouant dans des troupes itinérantes, notamment dans celle de Mademoiselle Montansier. Il joue à Angers en 1786, avant de revenir à Versailles en 1791, où il est engagé au Théâtre Montansier pour deux ans. Après un passage au Théâtre Feydeau en 1796, il entre à la Comédie-Française en 1799. 
Il est un comédien travailleur, zélé et apprécié de ses camarades de jeu. Sa carrière se limite aux rôles secondaires mais indispensables, ceux des confidents et ceux refusés par les autres acteurs.
Louis-Claude Lacave est nommé sociétaire le 23 mars 1804. Il accompagne la troupe lors du voyage à Erfurt en 1808. Il se retire en 1817.

## Théâtre

### Carrière à laComédie-Française
Entrée en 1799
Nommé 218e sociétaire en 1804
Départ en 1817
- 1799 : L'École des maris de Molière : Ariste
- 1799 : Blanche et Montcassin d'Antoine-Vincent Arnault, Comédie-Française : Priuli
- 1799 : Épicharis et Néron de Gabriel-Marie Legouvé, Comédie-Française : Septime
- 1799 : Fénelon de Gabriel-Marie Legouvé, Comédie-Française : le curé
- 1799 : Iphigénie de Jean Racine, Comédie-Française : Arcas
- 1799 : La Mère coupable de Beaumarchais : Fal
- 1799 : L'Abbé de L'Épée de Jean-Nicolas Bouilly, Comédie-Française : Dupré
- 1799 : L'Intrigue épistolaire de Fabre d'Églantine, Comédie-Française : Guitard
- 1799 : Les Étourdis de François Andrieux, Comédie-Française : Daiglemont oncle
- 1799 : Les Deux Frères d'après August von Kotzebue, Comédie-Française : Philippe
- 1799 : Les Héritiers d'Alexandre Duval, Comédie-Française : Jules
- 1799 : Le Misanthrope de Molière, Comédie-Française : Philinte
- 1799 : L'Avare de Molière : Anselme[5]
- 1800 : Camille ou Amitié et imprudence de Madame Pipelet, Comédie-Française : le fermier
- 1800 : La Femme jalouse de Desforges, Comédie-Française : Daranville
- 1800 : Le Lord imprévu de Jean-Charles-Julien Luce de Lancival, Comédie-Française : Estevan
- 1800 : Le Mariage de Figaro de Beaumarchais, Comédie-Française : Bazile
- 1800 : Pinto ou la Journée d'une conspiration de Népomucène Lemercier : Mello
- 1800 : Les Calvinistes ou Villars à Nimes de Charles Pigault-Lebrun, Comédie-Française : Montesquiou
- 1800 : Montmorency de Carrion-Nisas, Comédie-Française : Guitaut
- 1800 : Orphis de Népomucène Lemercier, Comédie-Française : un officier
- 1800 : Oscar fils d’Ossian d'Antoine-Vincent Arnault, Comédie-Française : un barde
- 1800 : Othello ou le Maure de Venise de Jean-François Ducis d'après William Shakespeare, Comédie-Française : Adalbert
- 1800 : Eugénie de Beaumarchais, Comédie-Française : Hartley
- 1800 : Tartuffe de Molière, Comédie-Française : Cléante
- 1800 : Andromaque de Jean Racine : Phoenix
- 1800 : Les Calvinistes ou Villars à Nimes de Charles Pigault-Lebrun, Comédie-Française : Montesquiou
- 1801 : Alhamar de François-Joseph Depuntis, Comédie-Française : Fernandez
- 1801 : Foedor et Wladamir ou la Famille de Sibérie de Jean-François Ducis, Comédie-Française : Clodoskir
- 1801 : Henri VIII de Marie-Joseph Chénier, Comédie-Française : le commandant de la Tour
- 1801 : L'Aimable vieillard d'Étienne Guillaume François de Favières et Augustin Creuzé de Lesser, Comédie-Française : le peintre
- 1801 : L'Amour et l'intrigue de Jean-Henri-Ferdinand Lamartelière d'après Friedrich von Schiller, Comédie-Française : le baron Walter
- 1801 : L'Intrigant dupé par lui-même de Honoré-Antoine Richaud-Martelly, Comédie-Française : deuxième gendarme
- 1801 : Mithridate de Jean Racine, Comédie-Française : Arcas
- 1801 : Le Barbier de Séville de Beaumarchais, Comédie-Française : l'alcade
- 1802 : Cinna de Pierre Corneille : Euphorbe
- 1802 : Le Roi et le laboureur d'Antoine-Vincent Arnault, Comédie-Française : le vieillard
- 1802 : Le Misanthrope de Molière, Comédie-Française : Oronte
- 1802 : Tartuffe de Molière, Comédie-Française : l'exempt
- 1802 : Édouard en Écosse d'Alexandre Duval, Comédie-Française : deuxième officier
- 1803 : Herman et Verner ou les Militaires d'Étienne Guillaume François de Favières, Comédie-Française : Fridzal
- 1804 : Shakespeare amoureux d'Alexandre Duval, Comédie-Française : la voix
- 1804 : Guillaume le Conquérant d'Alexandre Duval, Comédie-Française : l'archevêque de Cantorbéry
- 1804 : Les Dangers de l'absence de Jean-Baptiste Pujoulx, Comédie-Française : Candor
- 1804 : Les Deux Figaro de Honoré-Antoine Richaud-Martelly, Comédie-Française : un notaire
- 1805 : L'Homme à sentiments de Louis-Claude Chéron de La Bruyère, Comédie-Française : Gercour
- 1805 : Esther de Jean Racine : Hydaspe
- 1805 : Les Templiers de François Just Marie Raynouard : Laigneville
- 1805 : Nicomède de Pierre Corneille : Prusias
- 1806 : Athalie de Jean Racine : Asarias
- 1806 : Omasis ou Joseph en Égypte de Pierre Baour-Lormian : Azaël
- 1806 : Phèdre de Jean Racine : Théramène
- 1806 : Octavie de Jean-Marie Siouriguères de Saint-Marc : le prêteur
- 1807 : Bérénice de Jean Racine : Rutile
- 1807 : La Mort de Du Guesclin de Hyacinthe Dorvo : le maréchal
- 1808 : L'Assemblée de famille de François-Louis Riboutté : Dorval
- 1808 : La Suite du Menteur de Pierre Corneille : le Prévôt
- 1809 : Hector de Jean-Charles-Julien Luce de Lancival : Euphorbe
- 1809 : Médiocre et rampant ou le Moyen de parvenir de Louis-Benoît Picard : Firmin
- 1809 : La Fontaine chez Fouquet de Henri-François Dumolard : un cocher
- 1809 : L'École des mères de Marivaux : Damis
- 1809 : Les Capitulations de conscience de Louis-Benoît Picard : Mathieu
- 1809 : Vitellie de A. de Selve : Lépide
- 1810 : Brunehaut ou les Successeurs de Clovis d'Étienne Aignan : Vanacaire
- 1813 : Tom Jones à Londres de Desforges : Allworthy
- 1814 : Fouquet de J. R. de Gain-Montagnac : Boucherat
- 1814 : Les États de Blois ou La Mort du duc de Guise de François Just Marie Raynouard : Marillac
- 1816 : Henri IV et Mayenne de Rancé et Thauélon de Lambert : le duc d'Aumont